# Lijst van rijksmonumenten in de Warmoesstraat
Een overzicht van de 69 rijksmonumenten in de Warmoesstraat in Amsterdam.
| Object | Oorspronkelijke functie? | Bouwjaar                                  | Architect | Locatie               | Coördinaten?                  | Nr.?   | Afbeelding                                                                                          |
| --- | ------------------------ | ----------------------------------------- | --------- | --------------------- | ----------------------------- | ------ | --------------------------------------------------------------------------------------------------- |
| Pand met gevel onder rechte lijst                                                                                 | Gebouw                   | eerste helft 19e eeuw                     |           | Warmoesstraat 1       | 52° 22' 34" NB, 4° 53' 59" OL | 6244   | Pand met gevel onder rechte lijst                                                                   |
| Pand met gevel onder rechte lijst met consoles en met gevelsteen                                                  | Gebouw                   | 1725                                      |           | Warmoesstraat 5       | 52° 22' 34" NB, 4° 53' 58" OL | 6245   | Pand met gevel onder rechte lijst met consoles en met gevelsteen                                    |
| Pand met gevel onder rechte lijst                                                                                 | Gebouw                   | eerste helft 19e eeuw                     |           | Warmoesstraat 7       | 52° 22' 34" NB, 4° 53' 58" OL | 6246   | Pand met gevel onder rechte lijst                                                                   |
| Pand met halsgevel                                                                                                | Gebouw                   | eerste of tweede kwart 18e eeuw           |           | Warmoesstraat 9       | 52° 22' 34" NB, 4° 53' 58" OL | 6247   | Pand met halsgevel                                                                                  |
| Pand met gevel met top in merkwaardige tussenvorm tussen hals en klok                                             | Gebouw                   | ca. 1725                                  |           | Warmoesstraat 13      | 52° 22' 34" NB, 4° 53' 57" OL | 6248   | Pand met gevel met top in merkwaardige tussenvorm tussen hals en klok                               |
| Hoekhuis met gevel onder rechte lijst en bakstenen topje                                                          | Gebouw                   | mogelijk eerste helft 19e eeuw            |           | Warmoesstraat 23      | 52° 22' 33" NB, 4° 53' 56" OL | 6249   | Upload foto                                                                                         |
| Huis met gevel onder 19e-eeuwse klokvormige top met rollagen en fronton                                           | Gebouw                   | 17e eeuw of ouder (kern)                  |           | Warmoesstraat 31      | 52° 22' 32" NB, 4° 53' 55" OL | 6250   | Upload foto                                                                                         |
| Pand met klokgevel met gevelsteen                                                                                 | Gebouw                   | derde kwart 19e eeuw                      |           | Warmoesstraat 33      | 52° 22' 32" NB, 4° 53' 55" OL | 6251   | Pand met klokgevel met gevelsteen                                                                   |
| Pand met gevel onder rechte lijst met triglyfen en consoles                                                       | Gebouw                   | laatste kwart 18e eeuw                    |           | Warmoesstraat 35      | 52° 22' 32" NB, 4° 53' 55" OL | 6252   | Pand met gevel onder rechte lijst met triglyfen en consoles                                         |
| Pand met klokgevel                                                                                                | Gebouw                   | 18e eeuw                                  |           | Warmoesstraat 37      | 52° 22' 32" NB, 4° 53' 55" OL | 6253   | Pand met klokgevel                                                                                  |
| Huis met gevel onder rechte lijst met consoles                                                                    | Gebouw                   | 16e eeuw6255                              |           | Warmoesstraat 39      | 52° 22' 32" NB, 4° 53' 55" OL | 6254   | Huis met gevel onder rechte lijst met consoles                                                      |
| Pand met gevel onder rechte lijst                                                                                 | Gebouw                   | eerste kwart 19e eeuw                     |           | Warmoesstraat 41      | 52° 22' 32" NB, 4° 53' 55" OL | 6255   | Pand met gevel onder rechte lijst                                                                   |
| Huis | Gebouw                   | 15e of 16e eeuw                           |           | Warmoesstraat 16      | 52° 22' 34" NB, 4° 53' 56" OL | 6277   | Meer afbeeldingen                                                                                   |
| Huis met klokgevel waarin gesneden pui en gevelsteen en achtergevel onder rechte lijst met consoles               | Gebouw                   | ca. 1750                                  |           | Warmoesstraat 16A     | 52° 22' 34" NB, 4° 53' 56" OL | 6278   | Huis met klokgevel waarin gesneden pui en gevelsteen en achtergevel onder rechte lijst met consoles |
| Hoekhuis met rechte lijst                                                                                         | Gebouw                   | eerste helft 19e eeuw                     |           | Warmoesstraat 30      | 52° 22' 33" NB, 4° 53' 55" OL | 6279   | Hoekhuis met rechte lijst                                                                           |
| Pand met gevel onder klokvormige top met rollagen                                                                 | Gebouw                   | 18e/19e eeuw                              |           | Warmoesstraat 32      | 52° 22' 33" NB, 4° 53' 55" OL | 6280   | Pand met gevel onder klokvormige top met rollagen                                                   |
| Huis trapgevel aan de binnenplaats en vierraams achtergevel onder gesneden rechte lijst met fronton in het damrak | Gebouw                   | 17e/18e/19e eeuw                          |           | Warmoesstraat 34      | 52° 22' 33" NB, 4° 53' 55" OL | 6281   | Meer afbeeldingen                                                                                   |
| Huis met gevel onder rechtlijst en consoles                                                                       | Gebouw                   | vermoedelijk 17e eeuw (kern)              |           | Warmoesstraat 36      | 52° 22' 33" NB, 4° 53' 55" OL | 6282   | Upload foto                                                                                         |
| Huis met gevel onder rechte lijst met gesneden pui, deur en snijraam                                              | Gebouw                   | late middeleeuwen                         |           | Warmoesstraat 38      | 52° 22' 33" NB, 4° 53' 55" OL | 6283   | Meer afbeeldingen                                                                                   |
| Huis met klokgevel waarin deurpartij                                                                              | Gebouw                   | 18e/19e eeuw                              |           | Warmoesstraat 40      | 52° 22' 32" NB, 4° 53' 54" OL | 6284   | Meer afbeeldingen                                                                                   |
| Woonhuis met achterliggend pakhuis                                                                                | Woonhuis                 | 17e/18e eeuw                              |           | Warmoesstraat 42      | 52° 22' 32" NB, 4° 53' 54" OL | 6285   | Meer afbeeldingen                                                                                   |
| Huis, waarvan de gevel wordt beëindigd door een rechte lijst                                                      | Gebouw                   | tweede helft 19e eeuw                     |           | Warmoesstraat 59 I    | 52° 22' 31" NB, 4° 53' 53" OL | 6256   | Huis, waarvan de gevel wordt beëindigd door een rechte lijst                                        |
| Pand met gevel onder rechte triglyfenlijst met consoles                                                           | Gebouw                   | 1686                                      |           | Warmoesstraat 67      | 52° 22' 30" NB, 4° 53' 52" OL | 6257   | Pand met gevel onder rechte triglyfenlijst met consoles                                             |
| Pand met gevel onder rechte triglyfenlijst met consoles                                                           | Gebouw                   | tweede kwart 18e eeuw                     |           | Warmoesstraat 69      | 52° 22' 30" NB, 4° 53' 52" OL | 6258   | Pand met gevel onder rechte triglyfenlijst met consoles                                             |
| Huis met gevel onder rechte lijst                                                                                 | Gebouw                   | 18e eeuw of ouder (huis) 19e eeuw (lijst) |           | Warmoesstraat 73      | 52° 22' 30" NB, 4° 53' 52" OL | 6259   | Upload foto                                                                                         |
| Huis met gevel onder rechte lijst                                                                                 | Gebouw                   | 18e/19e eeuw                              |           | Warmoesstraat 77      | 52° 22' 30" NB, 4° 53' 51" OL | 6260   | Meer afbeeldingen                                                                                   |
| Huis met gevel onder rechte lijst                                                                                 | Woonhuis                 | 18e/19e eeuw                              |           | Warmoesstraat 79      | 52° 22' 29" NB, 4° 53' 51" OL | 6261   | Meer afbeeldingen                                                                                   |
| Huis met gevel onder rechte lijst met consoles, evenals de winkelpui                                              | Gebouw                   | 18e/19e eeuw                              |           | Warmoesstraat 81      | 52° 22' 29" NB, 4° 53' 51" OL | 6262   | Meer afbeeldingen                                                                                   |
| Hoekhuis, voorgevel waarvan de pui                                                                                | Gebouw                   | 15e/17e/19e eeuw                          |           | Warmoesstraat 83A     | 52° 22' 29" NB, 4° 53' 51" OL | 6263   | Hoekhuis, voorgevel waarvan de pui                                                                  |
| Pand met vrij gave trapgevel van het 'type met grote blokken'                                                     | Gebouw                   | 1634                                      |           | Warmoesstraat 83A     | 52° 22' 29" NB, 4° 53' 51" OL | 6264   | Meer afbeeldingen                                                                                   |
| Pand met gevel versierd met kleine blokjes                                                                        | Gebouw                   | 17e/19e eeuw                              |           | Warmoesstraat 85      | 52° 22' 29" NB, 4° 53' 51" OL | 6265   | Upload foto                                                                                         |
| Pand met zesraamsgevel onder rechte lijst                                                                         | Gebouw                   | eerste helft 19e eeuw                     |           | Warmoesstraat 87      | 52° 22' 29" NB, 4° 53' 50" OL | 6266   | Upload foto                                                                                         |
| Achterhuis van Warmoesstraat 87,87a                                                                               | Gebouw                   | 17e eeuw                                  |           | Warmoesstraat 87      | 52° 22' 29" NB, 4° 53' 50" OL | 6267   | Achterhuis van Warmoesstraat 87,87a                                                                 |
| Pand met gevel onder rechte lijst                                                                                 | Gebouw                   | eerste helft 19e eeuw                     |           | Warmoesstraat 89      | 52° 22' 29" NB, 4° 53' 50" OL | 6268   | Pand met gevel onder rechte lijst                                                                   |
| Pand met gevel onder rechte lijst met gesneden pui                                                                | Gebouw                   | ca. 1800                                  |           | Warmoesstraat 91      | 52° 22' 29" NB, 4° 53' 50" OL | 6269   | Pand met gevel onder rechte lijst met gesneden pui                                                  |
| Achterhuis van Warmoesstraat 91, puntgevel                                                                        | Gebouw                   | 18e eeuw                                  |           | Warmoesstraat 91      | 52° 22' 29" NB, 4° 53' 50" OL | 6270   | Upload foto                                                                                         |
| Pand met gevel onder rechte lijst                                                                                 | Gebouw                   | eerste helft 19e eeuw                     |           | Warmoesstraat 93      | 52° 22' 28" NB, 4° 53' 50" OL | 6271   | Pand met gevel onder rechte lijst                                                                   |
| Pand met gevel onder rechte lijst                                                                                 | Gebouw                   | eerste helft 19e eeuw                     |           | Warmoesstraat 95      | 52° 22' 28" NB, 4° 53' 49" OL | 6272   | Pand met gevel onder rechte lijst                                                                   |
| Pand met gevel onder rechte lijst                                                                                 | Gebouw                   | eerste helft 19e eeuw                     |           | Warmoesstraat 99      | 52° 22' 28" NB, 4° 53' 49" OL | 6273   | Pand met gevel onder rechte lijst                                                                   |
| Huis met gevel onder rechte lijst                                                                                 | Gebouw                   | 18e/19e eeuw                              |           | Warmoesstraat 111     | 52° 22' 27" NB, 4° 53' 48" OL | 6274   | Upload foto                                                                                         |
| Gevel onder rechte klossenlijst                                                                                   | Gebouw                   | eerste helft 19e eeuw                     |           | Warmoesstraat 119A    | 52° 22' 27" NB, 4° 53' 47" OL | 6275   | Meer afbeeldingen                                                                                   |
| Complex | Woonhuis                 | 19e eeuw                                  |           | Warmoesstraat 139     | 52° 22' 25" NB, 4° 53' 45" OL | 328911 | Meer afbeeldingen                                                                                   |
| Pand met gevel onder rechte lijst met consoles                                                                    | Gebouw                   | derde kwart 19e eeuw                      |           | Warmoesstraat 141     | 52° 22' 25" NB, 4° 53' 45" OL | 328916 | Meer afbeeldingen                                                                                   |
| Pand met halsgevel                                                                                                | Woonhuis                 | 1727                                      |           | Warmoesstraat 143     | 52° 22' 25" NB, 4° 53' 45" OL | 328921 | Meer afbeeldingen                                                                                   |
| Pand met klokgevel van bijzonder model                                                                            | Gebouw                   | tweede kwart 17e eeuw                     |           | Warmoesstraat 145     | 52° 22' 25" NB, 4° 53' 45" OL | 328928 | Meer afbeeldingen                                                                                   |
| Huis met gevel onder rechte lijst                                                                                 | Gebouw                   | 19e eeuw                                  |           | Warmoesstraat 153     | 52° 22' 24" NB, 4° 53' 44" OL | 6276   | Meer afbeeldingen                                                                                   |
| Huis met 18e-eeuwse gevel waarvan de top in de 19e eeuw is vervangen door een rechte lijst                        | Gebouw                   | 18e eeuw of ouder                         |           | Warmoesstraat 157     | 52° 22' 24" NB, 4° 53' 44" OL | 328933 | Meer afbeeldingen                                                                                   |
| Huis, vanwege de zandstenen onderdelen van de klokvormige top                                                     | Gebouw                   | derde kwart 18e eeuw                      |           | Warmoesstraat 163     | 52° 22' 24" NB, 4° 53' 43" OL | 328938 | Meer afbeeldingen                                                                                   |
| Huis, vanwege de zandstenen onderdelen van de gevelhals                                                           | Gebouw                   | eerste kwart 18e eeuw                     |           | Warmoesstraat 165     | 52° 22' 24" NB, 4° 53' 43" OL | 328943 | Upload foto                                                                                         |
| Hotel-café-restaurant                                                                                             | Horeca                   | 1883                                      |           | Warmoesstraat bij 169 | 52° 22' 22" NB, 4° 53' 42" OL | 518312 | Upload foto                                                                                         |
| Hotel Krasnapolsky: Wintertuin                                                                                    | Horeca                   | 1879-1880                                 | G.B. Salm | Warmoesstraat bij 169 | 52° 22' 22" NB, 4° 53' 42" OL | 518313 | Meer afbeeldingen                                                                                   |
| Huis met klokgevel aan de voorzijde en puntgevel in het damrak                                                    | Gebouw                   | 17e/18e eeuw                              |           | Warmoesstraat 44      | 52° 22' 32" NB, 4° 53' 54" OL | 6286   | Meer afbeeldingen                                                                                   |
| Woonhuis, waarachter pakhuis met puntgevel met drie oeils-de-boeuf in het damrak                                  | Gebouw                   | tweede helft 17e eeuw                     |           | Warmoesstraat 46      | 52° 22' 32" NB, 4° 53' 53" OL | 6287   | Meer afbeeldingen                                                                                   |
| Huis met halsgevel aan de voorzijde en een achtergevel met empire rondboogramen in het damrak                     | Gebouw                   | 18e eeuw                                  |           | Warmoesstraat 50      | 52° 22' 32" NB, 4° 53' 53" OL | 6288   | Meer afbeeldingen                                                                                   |
| Pand met halsgevel                                                                                                | Gebouw                   | ca. 1750                                  |           | Warmoesstraat 52      | 52° 22' 32" NB, 4° 53' 53" OL | 6289   | Meer afbeeldingen                                                                                   |
| Huis met gepleisterde gevel onder rechte lijst                                                                    | Gebouw                   | 17e/18e/19e eeuw                          |           | Warmoesstraat 54      | 52° 22' 31" NB, 4° 53' 53" OL | 6290   | Meer afbeeldingen                                                                                   |
| Woonhuis met achterliggend pakhuis                                                                                | Gebouw                   | 18e eeuw                                  |           | Warmoesstraat 56A     | 52° 22' 31" NB, 4° 53' 53" OL | 6291   | Meer afbeeldingen                                                                                   |
| Pand met gepleisterde gevel onder rechte lijst met consoles                                                       | Gebouw                   | 18e/19e eeuw                              |           | Warmoesstraat 58I     | 52° 22' 31" NB, 4° 53' 53" OL | 6292   | Meer afbeeldingen                                                                                   |
| Pand met halsgevel                                                                                                | Gebouw                   | tweede kwart 18e eeuw                     |           | Warmoesstraat 60      | 52° 22' 31" NB, 4° 53' 53" OL | 6293   | Meer afbeeldingen                                                                                   |
| Pand met gevel onder rechte lijst                                                                                 | Gebouw                   | 18e/19e eeuw                              |           | Warmoesstraat 66      | 52° 22' 30" NB, 4° 53' 52" OL | 6294   | Pand met gevel onder rechte lijst                                                                   |
| Pand met hardstenen gevel met geblokte hoeklisenen, onder rechte lijst met consoles en triglyfen                  | Gebouw                   | 18e eeuw                                  |           | Warmoesstraat 68      | 52° 22' 30" NB, 4° 53' 51" OL | 6295   | Meer afbeeldingen                                                                                   |
| Pand met gevel onder rechte lijst                                                                                 | Gebouw                   | eerste helft 19e eeuw                     |           | Warmoesstraat 70      | 52° 22' 30" NB, 4° 53' 51" OL | 6296   | Meer afbeeldingen                                                                                   |
| Pand met gevel onder rechte lijst                                                                                 | Gebouw                   | 18e/19e eeuw                              |           | Warmoesstraat 80      | 52° 22' 29" NB, 4° 53' 50" OL | 6297   | Upload foto                                                                                         |
| Pand met brede zware klokgevel                                                                                    | Gebouw                   | 18e eeuw                                  |           | Warmoesstraat 82      | 52° 22' 29" NB, 4° 53' 50" OL | 6298   | Upload foto                                                                                         |
| Pand met gevel onder licht verhoogde lijst met voluten, waarop een borstbeeld                                     | Gebouw                   | 18e/19e eeuw                              |           | Warmoesstraat 84      | 52° 22' 29" NB, 4° 53' 50" OL | 6299   | Upload foto                                                                                         |
| Pand met gevel onder rechte lijst                                                                                 | Gebouw                   | 18e/19e eeuw                              |           | Warmoesstraat 88      | 52° 22' 29" NB, 4° 53' 49" OL | 6300   | Upload foto                                                                                         |
| Pand met gevel onder rechte lijst                                                                                 | Gebouw                   | eerste helft 19e eeuw                     |           | Warmoesstraat 92      | 52° 22' 29" NB, 4° 53' 49" OL | 6301   | Upload foto                                                                                         |
| Pand met gevel onder rechte lijst                                                                                 | Gebouw                   | 17e/19e eeuw                              |           | Warmoesstraat 96      | 52° 22' 28" NB, 4° 53' 49" OL | 6302   | Pand met gevel onder rechte lijst                                                                   |
| Pand met gevel onder rijk gesneden lijstvormige top met consoles                                                  | Gebouw                   | ca. 1750                                  |           | Warmoesstraat 104     | 52° 22' 28" NB, 4° 53' 48" OL | 6303   | Meer afbeeldingen                                                                                   |